# Juzbado
Juzbado és un municipi de la província de Salamanca, a la comunitat autònoma de Castella i Lleó. Limita al Nord amb Añover de Tormes i San Pelayo de Guareña, a l'Est amb Almenara de Tormes, al Sud amb San Pedro del Valle, Vega de Tirados i Villarmayor i a l'Oest amb Ledesma.

## Alcaldes
- 2003 - 2007 José Francisco Mateos Polo (UPSa)

## Demografia
| 1991 | 1996 | 2001 | 2004 |
| ---- | ---- | ---- | ---- |
| 203  | 181  | 193  | 186  |